# فهرست پرچم‌داران کاروان ایران در المپیک
فهرست پرچم‌داران کاروان ایران در بازی‌های المپیک فهرست ورزشکاران و پرسنل ایرانی است که در مراسم افتتاحیهٔ بازی‌های المپیک تابستانی و زمستانی پیشاپیش کاروان‌های ورزشکاران ایران و به همراه پرچم ایران رژه رفته‌اند.
ایران نخستین بار و در زمان قاجاریه در بازی‌های المپیک تابستانی ۱۹۰۰ شرکت کرد. کاروان ایران تنها یک ورزشکار داشت و این کاروان بدون پرچم‌دار در المپیک حاضر شد. حضور بعدی ایران در بازی‌های المپیک تابستانی ۱۹۴۸ و در زمان پادشاهی محمدرضا پهلوی بود. سرهنگ مصطفی بهارمست که نماینده انجمن ورزشی ارتش در کاروان اعزامی ایران بود نخستین پرچم‌دار ایران در مراسم افتتاحیهٔ المپیک محسوب می‌شود. وی در آن زمان عضو ارتش و قهرمان تیراندازی بود. محمود نامجوی وزنه‌بردار نخستین ورزشکاری بود که در رژه افتتاحیهٔ بازی‌های المپیک تابستانی ۱۹۵۲ پرچم‌دار ایران شد. لیدا فریمان نیز نخستین ورزشکار زنی بود که پرچم ایران را در رژه افتتاحیهٔ بازی‌های المپیک تابستانی ۱۹۹۶ به دست گرفت. در میان ورزشکاران ایران آوانس مگردومیان اسکی‌باز با ۳ بار به دست گرفتن پرچم ایران در بازی‌های المپیک زمستانی ۱۹۶۴، ۱۹۶۸ و ۱۹۷۲ در زمینه رکورددار است. وی دو بار به عنوان ورزشکار و یک بار به عنوان پرسنل کاروان پرچم ایران را در رژه‌های افتتاحیه حمل کرده‌است. سمانه بیرامی باهر که در بازی‌های المپیک زمستانی ۲۰۱۸ پرچم ایران را در دست داشت جدیدترین ورزشکار حامل پرچم کاروان ایران است. از میان ورزشکاران رشته‌های مختلف، ورزشکاران اسکی آلپاین با ۷ بار حمل پرچم در بازی‌های المپیک زمستانی و کشتی‌گیران با ۵ مرتبه در بازی‌های المپیک تابستانی در این زمینه رکورددار هستند.

## پرچم‌داران
رژه کشورها از بخش‌های اصلی مراسم افتتاحیهٔ دوره‌های بازی‌های المپیک است. کاروان هر کشور که معمولاً شامل تمامی ورزشکارها و پرسنل حاضر در دهکده المپیک می‌شود وارد ورزشگاه اصلی و میزبان المپیک می‌شود تا مورد استقبال تماشاگران حاضر در ورزشگاه قرار بگیرد. پیشاپیش کاروان هر کشور نشانه‌ای با نام آن کشور و سپس پرچم کشور قرار دارد. یکی از اعضا کاروان و معمولاً یکی از ورزشکاران پرچم‌دار است و سایر اعضای کاروان وی را دنبال می‌کنند. در ایران کمیتهٔ ملی المپیک مسئولیت انتخاب پرچم‌دار را بر عهده دارد.
رژه کشورها در مراسم اختتامیه نیز انجام می‌شود اما ایران معمولاً در این بخش حاضر نیست و کاروان ایران در این رژه شرکت نمی‌کند و به عنوان مثال در مراسم اختتامیه بازی‌های المپیک ۲۰۱۶ یکی از داوطلبان کمیتهٔ ملی المپیک برزیل که رابط کاروان ورزشی ایران بود پرچم ایران را حمل کرد. ایران در بعضی دوره‌های اختتامیه نیز شرکت کرده و به عنوان مثال در بازی‌های المپیک ۲۰۱۲ کمیل قاسمی پرچم‌دار ایران بود.
از میان پرچم‌داران ایران، سیمون فرزامی پرچم‌دار بازی‌های المپیک زمستانی ۱۹۵۶ در وقایع بعد از انقلاب ۱۳۵۷ دستگیر و سپس اعدام شد. وی از یهودیان ایران بود و تابعیت دوگانهٔ ایرانی-سوئیسی داشت. فرزامی رئیس دفتر خبرگزاری فرانسه در ایران و سردبیر ژورنال دو تهران بود و در اردیبهشت ۱۳۵۹ به اتهام جاسوسی برای آمریکا دستگیر و پس از شش ماه اعدام شد. وی در زمان اعدام هفتاد ساله بود.

## حاشیه‌ها
حمل پرچم کاروان ایران در مراسم افتتاحیهٔ بازی‌های المپیک برای ورزشکاران ایرانی بسیار پراهمیت محسوب می‌شود و بسیاری از آنان از این کار به عنوان یکی از افتخارات دوران ورزشی‌شان یاد می‌کنند. انتخاب پرچم‌دار در بسیاری از المپیک‌ها با حاشیه‌های فراوان برای کاروان ایران همراه بود و حتی منجر به درگیری میان ورزشکاران و مسئولان برگزاری نیز شده‌است. به عنوان مثال در بازی‌های المپیک ۱۹۶۴ و در حالی که غلامرضا تختی از تیم کشتی به عنوان پرچم‌دار انتخاب شده بود مسئولان کاروان ایران در لحظات آخر و در خود ورزشگاه ملی توکیو پرچم را از تختی گرفتند و بعد از آن‌که هیچ‌یک از دیگر کشتی‌گیران کاروان حاضر نشدند پرچم را به دست بگیرند آن را به نصرت‌الله شاهمیر رئیس وقت فدراسیون شنا که کاروان ایران را همراهی می‌کرد سپردند. این اتفاق در حالی روی داد که دور قبل و در بازی‌های المپیک ۱۹۶۰ تختی به عنوان پرچم‌دار ایران انتخاب شده بود اما خود وی پرچم را به جعفر سلماسی مربی تیم وزنه‌برداری سپرد چرا که سلماسی از وی مسن‌تر و پیش‌کسوت کاروان بود. بعضی از انتخاب‌ها نیز عجیب و غیر معمول بودند، به عنوان مثال در بازی‌های المپیک ۱۹۸۸ حسن زاهدی تکواندوکار به عنوان پرچم‌دار انتخاب شد و این در حالی بود که این نخستین حضور زاهدی در المپیک بود و همچنین تکواندو در آن زمان هنوز جز رشته‌های رقابتی نبود و حضور وی تنها جنبه نمایشی داشت. زاهدی در همان المپیک نیز به دلیل نرسیدن به وزن قانونی بدون مسابقه دادن با حریفان از دور بازی‌ها کنار رفت. با این وجود انتخاب پرچم‌داران در بعضی از دوره‌ها نیز بدون حاشیه بود، مانند بازی‌های المپیک ۱۹۵۲ که امان‌الله جهانبانی رئیس سازمان تربیت بدنی و پیشاهنگی محمود نامجوی را به دلیل پیش‌کسوت بودن به عنوان پرچم‌دار برگزید. این انتخاب بدون حاشیه و با موافقت سایر اعضای کاروان ایران بود و نامجوی تبدیل به اولین پرچم‌داری شد که توانست مدال نیز کسب کند. انتخاب پرچم‌دار در بعضی المپیک‌ها به ضرر ورزشکار پرچم‌دار نیز تمام شد، به عنوان مثال لیدا فریمان که اولین پرچم‌دار زن ایران بود به دلیل حضور در مراسم افتتاحیه تا ساعت ۳ صبح روز بعد در محل افتتاحیهٔ باقی ماند و این در حالی بود که فردای همان روز باید در مسابقات تیراندازی شرکت می‌کرد. وی کمبود خواب را یکی از دلایل حضور ضعیفش در بازی‌ها عنوان کرد.

## فهرست

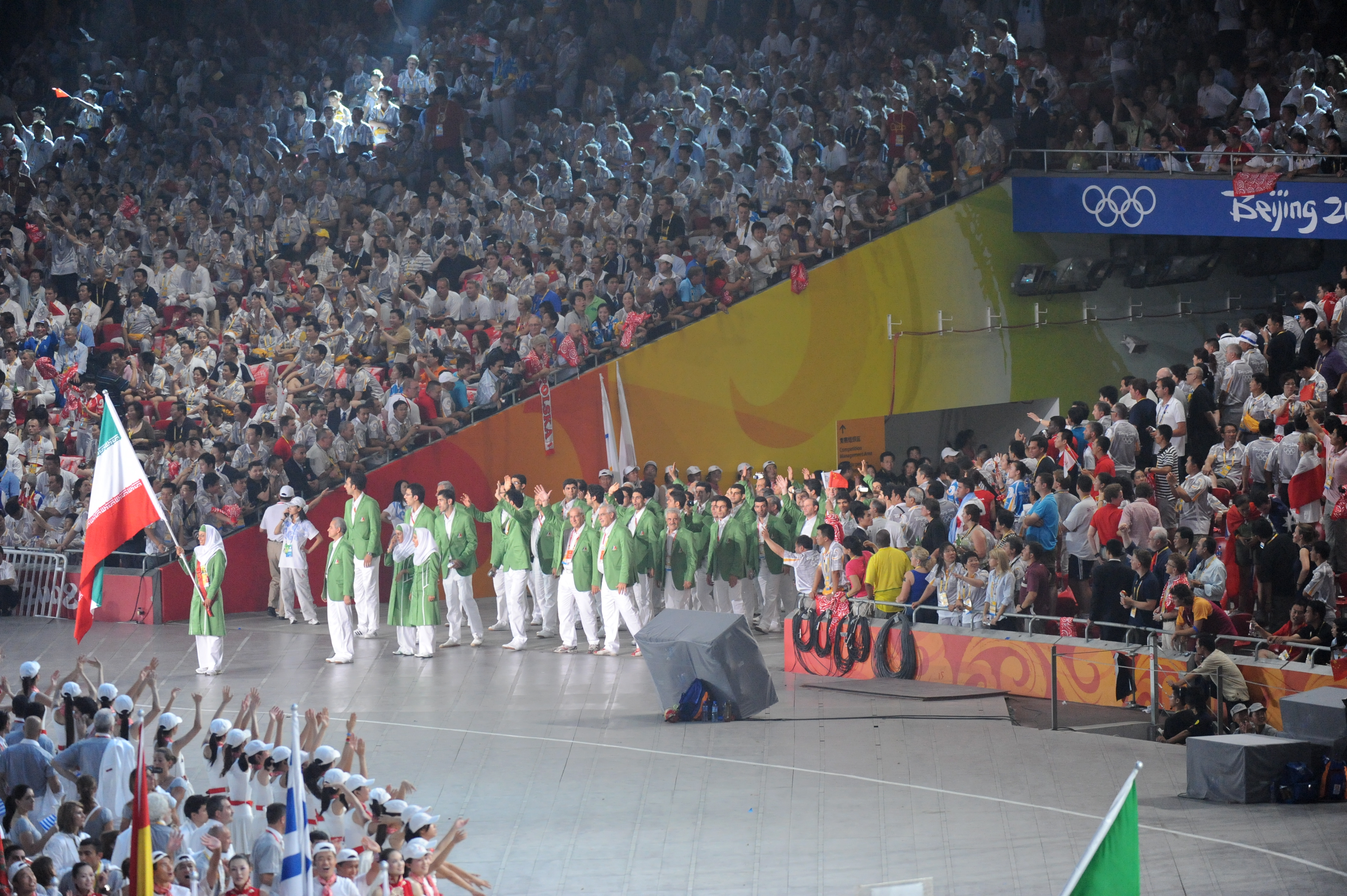
هما حسینی پرچم‌دار ایران پیشاپیش کاروان ایران در مراسم افتتاحیهٔ بازی‌های المپیک تابستانی ۲۰۰۸

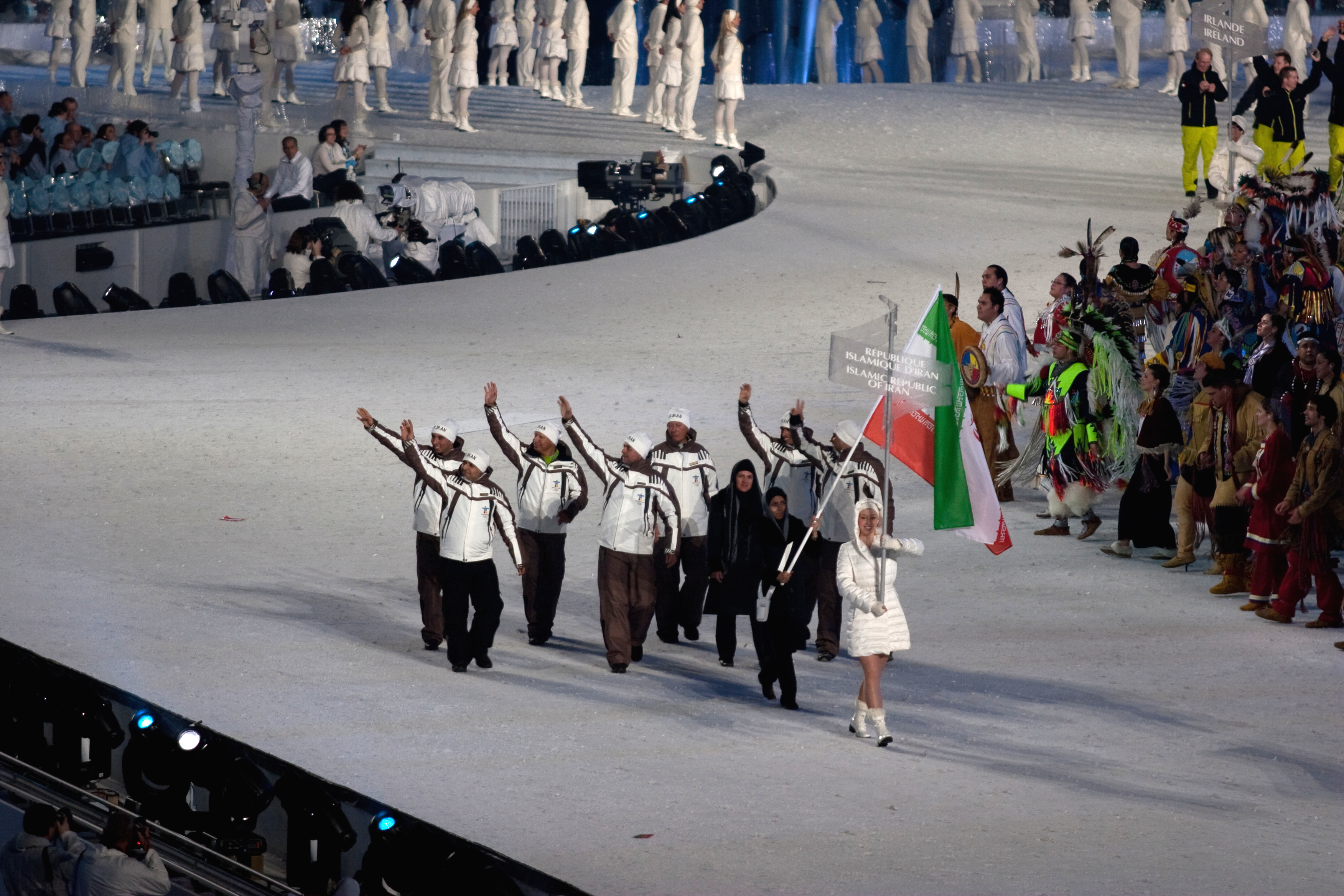
مرجان کلهر پیشاپیش کاروان ایران در مراسم افتتاحیهٔ بازی‌های المپیک زمستانی ۲۰۱۰

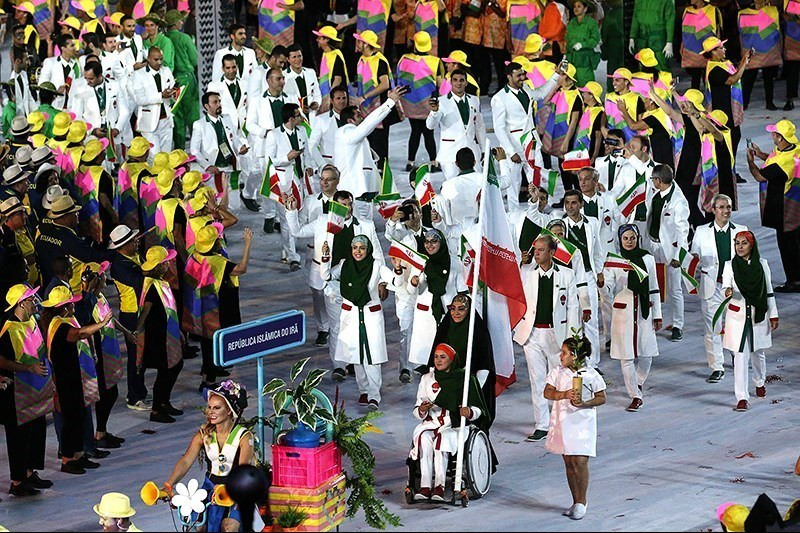
زهرا نعمتی پیشاپیش کاروان ایران در مراسم افتتاحیهٔ بازی‌های المپیک تابستانی ۲۰۱۶

راهنما
- المپیک تابستانی
- المپیک زمستانی

| پرچم‌داران ایران | پرچم‌داران ایران | پرچم‌داران ایران                    | پرچم‌داران ایران                    | پرچم‌داران ایران                                                                                                | پرچم‌داران ایران      |
| ردیف            | المپیک          | پرچم‌دار                            | پرچم‌دار                            | پرچم‌دار | منابع                |
| ردیف            | المپیک          | نام                                | رشته                               | نتیجه در المپیک                                                                                                | منابع                |
| --------------- | --------------- | ---------------------------------- | ---------------------------------- | --- | -------------------- |
| ۱               | ۱۹۴۸            | مصطفی بهارمست                      | نمایندهٔ انجمن ورزشی ارتش در کاروان | — | [ ۱۷ ]               |
| ۲               | ۱۹۵۲            | محمود نامجوی                       | وزنه‌برداری                         | نقره وزن ۵۶ کیلو                                                                                               | [ ۱۷ ] [ ۱۸ ]        |
| ۳               | ۱۹۵۶            | سیمون فرزامی                       | پرسنل کاروان ایران                 | — | [ ۱۷ ]               |
| ۴               | ۱۹۵۶            | محمود نامجوی                       | وزنه‌برداری                         | برنز وزن ۵۶ کیلو                                                                                               | [ ۱۷ ] [ ۱۸ ]        |
| ۵               | ۱۹۶۰            | جعفر سلماسی                        | مربی تیم وزنه‌برداری                | — | [ ۱۷ ]               |
| ۶               | ۱۹۶۴            | آوانس مگردومیان                    | اسکی آلپاین                        | حذف در دور دوم مرحله مقدماتی اسکی مارپیچ کوچک                                                                  | [ ۱۷ ] [ ۱۹ ]        |
| ۷               | ۱۹۶۴            | نصرت‌الله شاهمیر                    | رئیس فدراسیون شنا در کاروان ایران  | — | [ ۱۷ ]               |
| ۸               | ۱۹۶۸            | آوانس مگردومیان                    | اسکی آلپاین                        | حذف در دور دوم مرحله مقدماتی اسکی مارپیچ کوچک                                                                  | [ ۱۷ ] [ ۲۰ ]        |
| ۹               | ۱۹۶۸            | ابوالفضل انوری                     | کشتی                               | رتبه ششم وزن +۹۷ کشتی آزاد                                                                                     | [ ۱۷ ] [ ۲۱ ]        |
| ۱۰              | ۱۹۷۲            | آوانس مگردومیان                    | پرسنل کاروان ایران                 | — | [ ۱۷ ]               |
| ۱۱              | ۱۹۷۲            | عبدالله موحد                       | کشتی                               | به دلیل مصدومیت از دور مسابقات کنار رفت                                                                        | [ ۱۷ ] [ ۱۴ ]        |
| ۱۲              | ۱۹۷۶            | لطف‌الله کیاشمشکی                   | پرسنل کاروان ایران                 | — | [ ۱۷ ]               |
| ۱۳              | ۱۹۷۶            | مسلم اسکندر فیلابی                 | کشتی                               | رتبه هفتم وزن +۱۰۰ کشتی آزاد                                                                                   | [ ۱۷ ] [ ۲۲ ]        |
| ۱۴              | ۱۹۸۸            | حسن زاهدی                          | تکواندو                            | به دلیل نرسیدن به وزن قانونی بدون مسابقه دادن حذف شد                                                           | [ ۱۷ ] [ ۱۴ ]        |
| ۱۵              | ۱۹۹۲            | علیرضا سلیمانی                     | کشتی                               | رتبه ششم وزن ۱۳۰ کیلو کشتی آزاد                                                                                | [ ۱۷ ] [ ۲۳ ]        |
| ۱۶              | ۱۹۹۶            | لیدا فریمان                        | تیراندازی                          | رتبه چهل و ششم مرحله مقدماتی تفنگ بادی ده متر                                                                  | [ ۱۷ ] [ ۲۴ ]        |
| ۱۷              | ۱۹۹۸            | حسن شمشکی                          | اسکی آلپاین                        | رتبه سی‌ام اسکی مارپیچ کوچک                                                                                     | [ ۱۷ ] [ ۲۵ ]        |
| ۱۸              | ۲۰۰۰            | امیررضا خادم                       | کشتی                               | رتبه چهارم وزن ۸۵ کیلو کشتی آزاد                                                                               | [ ۱۷ ]               |
| ۱۹              | ۲۰۰۲            | باقر کلهر                          | اسکی آلپاین                        | حذف در دور نخست مرحله مقدماتی اسکی مارپیچ کوچک                                                                 | [ ۱۷ ] [ ۲۶ ]        |
| ۲۰              | ۲۰۰۴            | آرش میراسماعیلی                    | جودو                               | حاضر به روبرو شدن با ورزشکار اسرائیلی نشد و بدون مسابقه دادن حذف شد                                            | [ ۱۷ ] [ ۱۴ ]        |
| ۲۱              | ۲۰۰۶            | علیداد ساوه‌شمشکی                   | اسکی آلپاین                        | رتبه چهل و یکم اسکی مارپیچ کوچک رتبه سی و ششم اسکی مارپیچ بزرگ                                                 | [ ۱۷ ] [ ۲۷ ]        |
| ۲۲              | ۲۰۰۸            | هما حسینی                          | روئینگ                             | حذف در دور نهایی روئینگ تک نفره                                                                                | [ ۱۷ ] [ ۲۸ ]        |
| ۲۳              | ۲۰۱۰            | مرجان کلهر                         | اسکی آلپاین                        | رتبه پنجاه و پنجم اسکی مارپیچ کوچک رتبه شصتم اسکی مارپیچ بزرگ                                                  | [ ۱۷ ] [ ۲۹ ] [ ۳۰ ] |
| ۲۴              | ۲۰۱۲            | علی مظاهری                         | بوکس                               | در اعتراض به تصمیم داور آلمانی حاضر به ادامه مسابقه نشد و در همان دور نخست حذف شد                              | [ ۱۷ ] [ ۳۱ ]        |
| ۲۵              | ۲۰۱۴            | حسین ساوه‌شمشکی                     | اسکی آلپاین                        | رتبه پنجاه و پنجم اسکی مارپیچ کوچک رتبه سی و یکم اسکی مارپیچ بزرگ                                              | [ ۱۷ ] [ ۳۲ ] [ ۳۳ ] |
| ۲۶              | ۲۰۱۶            | زهرا نعمتی                         | تیراندازی با کمان                  | رتبه سی و سوم تیراندازی انفرادی زنان                                                                           | [ ۱۷ ] [ ۳۴ ]        |
| ۲۷              | ۲۰۱۸            | سمانه بیرامی باهر                  | اسکی صحرانوردی                     | حذف در مرحله مقدماتی اسپرینت زنان                                                                              | [ ۳۵ ] [ ۳۶ ]        |
| ۲۸              | ۲۰۲۰            | صمد نیکخواه بهرامی و هانیه رستمیان | بسکتبال و تیراندازی                | حذف در مرحله گروهی تیمی مردان حذف در مرحله مقدماتی تپانچه بادی ۱۰ و ۲۵ متر زنان و مرحله نیمه‌نهایی ۱۰ متر مختلط | [ ۳۷ ]               |
| ۲۹              | ۲۰۲۴            | مهدی الفتی و ندا شهسواری           | ژیمناستیک و تنیس روی میز           | | [ ۳۸ ]               |

## آمار

### پرچم‌داران چندگانه
آوانس مگردومیان و محمود نامجوی تنها ورزشکارانی هستند که بیش از ۱ بار پرچم‌دار ایران شده‌اند.
| پرچم‌داران چندگانه ایران در المپیک‌ها | پرچم‌داران چندگانه ایران در المپیک‌ها | پرچم‌داران چندگانه ایران در المپیک‌ها | پرچم‌داران چندگانه ایران در المپیک‌ها      |
| ردیف                                | نام                                 | دفعات پرچم‌داری                      | دوره‌ها                                   |
| ----------------------------------- | ----------------------------------- | ----------------------------------- | ---------------------------------------- |
| ۱                                   | آوانس مگردومیان                     | ۳                                   | زمستانی ۱۹۶۴، زمستانی ۱۹۶۸، زمستانی ۱۹۷۲ |
| ۲                                   | محمود نامجوی                        | ۲                                   | تابستانی ۱۹۵۲، تابستانی ۱۹۵۶             |

### رشته‌های ورزشی پرچم‌داران
در جدول زیر تنها رشته‌هایی آمده‌اند که ورزشکاران آن رشته بیش از ۱ بار پرچم‌دار ایران شده‌اند.
| تعداد پرچم‌داران بر اساس رشته | تعداد پرچم‌داران بر اساس رشته | تعداد پرچم‌داران بر اساس رشته | تعداد پرچم‌داران بر اساس رشته |
| رشته                         | تعداد                        | نخستین پرچم‌داری              | آخرین پرچم‌داری               |
| ---------------------------- | ---------------------------- | ---------------------------- | ---------------------------- |
| اسکی آلپاین                  | ۷                            | زمستانی ۱۹۶۴                 | زمستانی ۲۰۱۴                 |
| کشتی                         | ۵                            | تابستانی ۱۹۶۸                | تابستانی ۲۰۰۰                |
| وزنه‌برداری                   | ۲                            | تابستانی ۱۹۵۲                | تابستانی ۱۹۵۶                |